# Mauricio Wild
Mauricio Wild (* 1937; † 30. März 2020) wurde in Ecuador als Sohn Schweizer Eltern geboren. Er war der Ehepartner von Rebeca Wild, Mitbegründer der Lernumgebung "Pesta" in Quito und Initiator des Netzwerkes Ecosimia.
Zunächst arbeitete er als Leiter einer Plantage, dann als Angestellter einer Import-Export-Firma in der Hafenstadt Guayaquil. Von 1965 bis 1970 studierte er Sozialwissenschaften in New York und Puerto Rico, kehrte dann nach Ecuador zurück, um ein landwirtschaftliches Entwicklungsprojekt in den Anden zu leiten.
Als Eltern hatten sich die Wilds sehr früh an den Ideen und Erfahrungen Maria Montessoris orientiert. Ihrem zweiten Sohn wollten die Wilds eine herkömmliche Schulerfahrung nicht zumuten. Sie mieteten 1977 bei Quito ein Haus, das gleichzeitig Wohnhaus und Kindergartengebäude war. 1980 eröffneten die Wilds eine Grundschule, 1986 eine Sekundarschule. 1989 wurde das Pesta als Experimental-Schule für Ecuador anerkannt. Schon 1981 hatten die Wilds zusammen mit Eltern die Schule in eine Stiftung, die Fundación Educativa Pestalozzi, umgewandelt, die allerdings keine staatlichen Zuschüsse erhielt.
Seit Anfang 2000 hatte sich die wirtschaftliche Lage der meisten Menschen in Ecuador durch die Einführung des US-Dollars als Landeswährung drastisch verschärft. Während dieser Krise fasste Mauricio Wild den Entschluss, im ganzen Land Gruppen zu gründen, die untereinander in einem dezentralen Netz Handel treiben können. Diese Gruppen verbreiteten sich vor allem in den ländlichen Gebieten Ecuadors. Heute existieren landesweit etwa 140 Ecosimia-Gruppen.
Mauricio Wild war Initiator, Entwickler, Begleiter, Berichterstatter und vieles mehr für diese Bewegung, die Leben und Existenzgrundlage für viele sichert. Seine Projekte werden europaweit unterstützt, dennoch gibt es keine offizielle Ecosimia-Website, um damit auch seine Person und die heutigen Aktivisten zu schützen.